# ميكان نصيروف
ميكان نصيروف (بالتركمانية: Mekan Nasyrow)‏، من مواليد 16 ابريل 1982 في الإتحاد السوفييتي، لاعب كرة قدم تركمانستاني.
بدأ مسيرته الكروية مع نادي شاغدام تركمانباشي في موسم 2002/2003، وفي عام 2003 انتقل إلى نادي نيسا أسغابات، وفي عام 2004 انتقل إلى نادي ميرف ماري، في منذ عام 2004 وهو يلعب مع نادي كارفان الأذربيجاني.
هو يلعب مع منتخب تركمانستان لكرة القدم.

## روابط خارجية
- ميكان نصيروف على موقع الاتحاد الدولي (مؤرشف)  (الإنجليزية)
- ميكان نصيروف على موقع قاعدة بيانات كرة القدم.إي يو (الإنجليزية)
- ميكان نصيروف على موقع ناشيونال فوتبول تيمز (الإنجليزية)
- ميكان نصيروف على موقع عالم كرة القدم.نت (الإنجليزية)